# キャンペーンガール
キャンペーンガール（和製英語：campaign girl, 略称：キャンギャル）は、企業が消費者に対し、自社の商品販売促進キャンペーンもしくは企業イメージをプロモーションする際に登用する女性。
イメージガールやキャンペーンモデルも、キャンペーンガールとほぼ同様の意味を持つ。広義には、街頭や展示会で商品を宣伝するコンパニオン、地方自治体のミスや観光大使などを含める場合もある。
水着やビールなどの販売促進キャンペーンで用いられる例が最も知られているが、現在ではあらゆる業界でキャンペーンガールが使われており、グラビアアイドルや女優など芸能界への登竜門となっている。

## 主なキャンペーンガールおよびそれに類する業態
廃止・終了したものを含む。
- 水着キャンペーンガール
  - 日本スイムスーツ協会JSAキャンペーンガール
  - 三愛水着イメージガール
  - 繊維会社の水着販促キャンペーンガール
    - 東レキャンペーンガール
    - 旭化成グループキャンペーンモデル
    - ユニチカマスコットガール
    - 帝人歴代キャンペーンガール
    - カネボウ歴代キャンペーンガール
    - 東洋紡歴代キャンペーンガール
- ビール会社のビール等販促キャンペーンガール
  - アサヒビール歴代・現役イメージガール
  - サッポロビール歴代・現役キャンペーンガール 
  - キリンビール歴代キャンペーンガール
  - サントリービール歴代キャンペーンガール
  - オリオンキャンペーンガール
- 全国各地の観光大使・観光キャンペーンガール
  - 宮崎サンシャインレディ（宮崎県宮崎市）
  - 水戸の梅大使（茨城県水戸市）
- 企業のキャンペーンガール・イメージガール等
  - トリンプ・イメージガール
  - ダホンガール
  - アパマンショップキャンペーンガール
  - ハイサワーガール
  - クラリオンガール
  - JOMOイメージガール
  - 「ビクター・甲子園ポスター」キャンペーンモデル
  - 大磯ロングビーチキャンペーンガール
  - 京急キャンペーンガール
- 宝くじ幸運の女神
- サーキットクイーン
  - 鈴鹿サーキットクイーン
  - ツインリンクもてぎエンジェル
  - スポーツランドSUGOレースクイーン
  - クレインズ（富士スピードウェイイメージガール）
- レースクイーン
  - SUPER GTイメージガール
  - スーパーガールズ（スーパー耐久イメージガール）
  - A-class（オートサロンイメージガール）
- イベントコンパニオン
  - 自動車メーカーのショールームレディ
    - ミス・フェアレディ
    - トヨタプリティ、アムラックスミレル
    - ホンダスマイル
    - ミス・ロータリー
    - ミス・アルシオーネ、スバルスターズ
    - 三菱P'sレディ

  - パチンコ店の店内イベント
    - サンスポP1ギャルズ
    - でちゃうガール
    - パチプレプレミアガールズ
    - パチっ娘
    - ぱっちGuu
    - リーチエンジェル
    - フレッシュギャルズ
    - スマイルエンジェル
- プロレス・ボクシング・格闘技等のラウンドガール
  - PRIDEガールズ
  - K-1 WORLD GP ガールズ
- サッカー・Jリーグ等のラウンドガール
  - ヴェルディガールズ
  - マリノスクィーン
- 日本のプロ野球のマスコットガール・チアリーディングチーム
- 朝日放送 - 夏の全国高校野球PR女子高生
- 放送局・雑誌・新聞社のイメージキャラクター（主にアイドルによるユニット）
  - フジテレビビジュアルクイーン
  - 日テレジェニック
  - テレ朝エンジェルアイ
  - ミスマガジン
  - スクープ!?
- 鉄道のイメージキャラクター
  - おけいはん